# Emmanuel Renaut
Cet article concerne un chef cuisinier français. Pour un philosophe français, voir Emmanuel Renault.
Emmanuel Renaut, né le 26 janvier 1968 à Soisy-sous-Montmorency, est un chef cuisinier français.
Ancien second de Marc Veyrat à l'auberge de l'Eridan, il ouvre le restaurant « Flocons de sel », à Megève. Emmanuel Renaut obtient le titre de Meilleur ouvrier de France en 2004. Le Guide Michelin lui décerne une troisième « étoile » en 2012.

## Biographie

### Jeunesse et formation
Né à Soisy-sous-Montmorency, Emmanuel Renaut grandit à Laon dans l'Aisne, où ses Parents sont poissonniers. Durant son enfance, il prend goût à la montagne, au ski en hiver lors de séjours aux Houches, en Haute-Savoie, au trial en été. Il effectue son service militaire à Chambéry dans les chasseurs alpins.
Emmanuel Renaut entre au CFA de Laon en 1984. Apprenti à Étouvelles, il poursuit sa carrière à Paris. Il intègre la brigade de l'hôtel Le Lotti puis travaille pour Christian Constant au Crillon en tant que premier commis. Il est engagé comme saisonnier par Marc Veyrat, chef cuisinier de l'auberge de l'Eridan à Veyrier-du-Lac, puis occupe le poste de second durant quatre ans,. Il effectue un passage chez le cuisinier-pâtissier Yves Thuriès et poursuit son parcours à Londres, où il dirige pendant un an la cuisine de l'hôtel Claridge's. Il prend part à la 31e édition du prix culinaire international Pierre-Taittinger et décroche la 3e place.

### Carrière de cuisinier
En 1997, Emmanuel Renaut s'établit à Megève en Haute-Savoie. Son restaurant, « Flocons de sel », est d'abord installé dans une ancienne pizzeria,. En 2004, il obtient le titre de meilleur ouvrier de France. En 2008, il transfère l'enseigne dans une ferme du XIXe siècle réaménagée. Le Guide Michelin lui décerne une « étoile » en 2001, puis une seconde en 2007. Il obtient la troisième dans l'édition 2012 du guide gastronomique,. En septembre 2012, Emmanuel Renaut est élu par ses pairs « Cuisinier de l’année 2012 », succédant à Jean-François Piège (2011), Gilles Goujon (2010), Éric Frechon (2009), Yannick Alléno (2008) et Anne-Sophie Pic (2007).

### Autres activités
En 2007, Emmanuel Renaut publie La Montagne et le cuisinier avec Isabelle Hintzy et Catherine de Montalembert, aux éditions Aubanel.
En 2023, Emmanuel Renaut participe à l’émission diffusée sur M6 Snackmasters : trouveront-ils la recette secrète ?, en compétition face à Juan Arbelaez.

## Flocons de sel
Les chambres de l'hôtel-restaurant Relais & Châteaux, dont l'aménagement a nécessité un an et demi de travaux, sont réparties dans cinq  chalets. Il dispose d'une piscine, ainsi que plusieurs salons. Emmanuel Renaut travaille avec quinze  collaborateurs en cuisine et une dizaine en salle, ils servent une trentaine de couverts midi et soir. Le premier restaurant ouvert par Emmanuel Renaut, situé dans le centre de Megève, a été transformé en bistro et rebaptisé « Flocons Village ».

## Style de cuisine
Pour le critique gastronomique Gilles Pudlowski, Emmanuel Renaut appartient à une « nouvelle génération de chefs qui réinventent le terroir en usant du produit local avec malice », une démarche qui le rapproche du chef Alain Passard. François Simon estime sa cuisine « très proche du terroir savoyard, tout en épure ». La rédactrice en chef du Guide Michelin, Juliane Caspar, qualifie son style de « très subtil » et trouve ses compositions « surprenantes et harmonieuses ».

## Vie personnelle
La famille d'Emmanuel Renaut est d'origine picarde. Sa mère, Bernadette Clément, tient un gîte à Coucy-lès-Eppes, dans l'Aisne.
Emmanuel Renaut rencontre sa future épouse Kristine lors de son séjour à Londres ; elle travaille au secrétariat de l'hôtel Claridge's, dont il dirige la cuisine. Le couple a trois enfants,.

## Ouvrage
- La Montagne et le cuisinier  (photogr. Jean-Marie del Moral, en collaboration avec Isabelle Hintzy et Catherine de Montalembert), Genève/Paris, Aubanel, 2007, 229 p. (ISBN 978-2-7006-0464-1)